# Project Zero 3
Project Zero 3, in Giappone come Zero: Shisei no koe (零〜刺青ノ聲〜? lett. "Zero: La voce dei tatuaggi") e in Nord America Fatal Frame III: The Tormented, è un videogioco d'avventura dinamica horror del 2006 per PlayStation 2, terzo capitolo della serie Project Zero.
Il gioco è il sequel di Project Zero II: Crimson Butterfly, vedendo il ritorno di Miku Hinasaki, l'eroina di Project Zero e di altri personaggi che condividono una connessione con gli eventi dai giochi precedenti.

## Trama
La giovane fotografa freelance ventitreenne, Rei Kurosawa, è in lutto per la morte del suo fidanzato, Yuu, dopo un incidente d'auto causato dalla sua guida spericolata. Circa due mesi dopo la sua morte, Rei scopre l'immagine di Yuu su una delle foto che aveva scattato per un articolo di una casa infestata. Poco dopo, inizia ad avere incubi ricorrenti, dove sta seguendo Yuu intorno a una vecchia casa giapponese, chiamato il "Maniero del Sonno", durante una nevicata. La prima volta che ha questo sogno, poco prima di svegliarsi, il fantasma di una giovane donna tatuata le sfiora la spalla durante un disperato inseguimento. Svegliatasi, Rei nota un misterioso tatuaggio sul suo corpo, che inizia dolorosamente a diffondersi sempre di più ad ogni suo risveglio dopo questi incubi.
Mentre Rei continua ad esplorare il Maniero del Sonno, in cerca di risposte, comincia a ricevere delle note da Kei Amakura, un caro amico di Yuu. Scrive nelle sue lettere che lui e sua nipote Mio hanno gli stessi sintomi di Rei. Durante questo periodo , Rei scopre che la sua assistente fotografica, Miku Hinasaki, è afflitta dal suo stesso problema, perseguitata dai ricordi di suo fratello Mafuyu, deceduto nella Villa del Sonno nel primo Project Zero. I confini tra i sogni di Rei e la realtà si assottigliano quando i fantasmi hanno cominciato a comparire nella sua casa, e il tatuaggio sul suo corpo continua ad espandersi per formare un tatuaggio del tutto simile al fantasma della donna tatuata.
Rei apprende attraverso diari, scritti e ricerche, che i sogni sono causati da una maledizione portata da Reika Kuze, l'ultima sacerdotessa tatuata con il compito di trattenere le malignità nei tatuaggi sul suo corpo. Sebbene il Rift debba riposare per l'eternità, Reika l'ha involontariamente liberato, e una forma di oscurità distrugge il villaggio. La Sacerdotessa vede il suo amante Kaname assassinato davanti a lei. Ora, ormai uscita, non riesce a dormire e tormenta le persone rimaste sopravvissute ad eventi che hanno invece portato via i loro cari.
Nel tempo, Reika aveva maledetto le sue vittime con la volontà di coprire completamente i loro corpi e di indurli a scomparire nel sonno, lasciando al loro posto una fuliggine nera. Reika dà la colpa per la morte di Yuu a Rei. Miku si incolpa per la morte del fratello Mafuyu e Kei e Mio si danno la colpa per la morte di Mayu e quindi sono tutti intrappolati nel Maniero del Sonno.
Quando Miku cade in coma per essere fuggita dietro il fantasma di Mafuyu, Rei perde ogni speranza di porre fine alla maledizione fino a che Kei suggerisce una soluzione: la Sacerdotessa può essere rimessa a dormire per l'eternità inchiodandole mani e piedi con dei paletti sacri, nella Camera delle Spine. Tuttavia, si ritroverà intrappolato nella camera lui stesso, effettuando la scoperta terribile che il suo corpo è già stato inchiodato a terra.  Con solo Rei rimanente, affronta Reika e esorcizza il suo spirito.
Dopo il testo di una canzone nel rituale, Rei mette i corpi di Reika e Kaname in una piccola barca e lo spinge in un mare sotterraneo dietro la camera di rituale in pietra, l'Abisso dell'Horizon, il passaggio al mondo degli spiriti . Mentre la barca comincia a svanire in lontananza, altri spiriti morti iniziano ad attraversare il mare, uno dei quali è Yuu. Il tatuaggio che ora copre Rei, viene trasferito sul corpo di Yuu da lui stesso, che insiste sul fatto che lei debba continuare a vivere e mantenere viva la sua memoria. Una volta finito, Rei e Kei si svegliano e tornano alla loro vita normale.
Due finali compaiono nel gioco. Il normale mostra che Rei e Miku sono sopravvissute, mentre Kei è stato ucciso e il suo spirito è stato perso quando è stato catturato da Reika. Il vero finale mostra che Kei e Mio sopravvissero, e che Mio è presentata a Rei e Miku dopo gli eventi principali del gioco